# 다리자어
다리자어 또는 데리자어는 마그레브 구어체 아랍어의 한 종류이다. 알제리 구어체 아랍어, 리비아 구어체 아랍어, 모로코 구어체 아랍어, 튀니지 구어체 아랍어 등을 모아 일컫는 말로, 다양한 종류의 사람들이 사용하며, 이에 따라 방언도 다양하다. 식민지 시기를 거치면서 프랑스어와 에스파냐어 등에서 단어를 차용하기도 했으며, 베르베르어에서 차용한 단어도 많다.

## 같이 보기
- 마그레브 구어체 아랍어